# Ouézy
Ouézy é uma comuna francesa na região administrativa da Normandia, no departamento de Calvados. Estende-se por uma área de km², com 238 habitantes, segundo os censos de 2008.
Em 1 de janeiro de 1972  foi fundida com a comuna de Cesny-aux-Vignes para a criação da nova comuna de Cesny-aux-Vignes-Ouézy. Porém, desde 1 de janeiro de 2006, a fusão foi desestabelecida e as duas comunas constituintes recuperaram a sua independência.